# Heinrich Müller
Heinrich Müller (Monaco di Baviera, 28 aprile 1900 – ... scomparso a Berlino il 1º maggio 1945) è stato un generale e poliziotto tedesco, fu dal 1939 il comandante della Gestapo, corrispondente amministrativamente all'Ufficio IV (Amt IV) del RSHA, la grande struttura centralizzata che controllava tutte le strutture di sicurezza e repressione della Germania nazista.
Personaggio riservato e misterioso, esercitò un immenso potere durante il suo periodo di comando della Gestapo, la potente polizia segreta di sicurezza del Terzo Reich; Müller inoltre svolse anche un ruolo decisivo nell'attuazione della soluzione finale del problema ebraico. La Gestapo infatti decideva e attuava le misure di identificazione, selezione e deportazione degli ebrei dell'Europa nazista e dalla sottosezione IVB4 diretta da Adolf Eichmann, direttamente subordinato a Müller, partivano tutte le direttive per il trasporto degli ebrei nei campi di sterminio all'est.
Müller scomparve nelle fasi finali della battaglia di Berlino e non è mai stato possibile appurare con certezza se egli sia riuscito a sfuggire ai soldati sovietici dell'Armata Rossa o se sia rimasto ucciso durante i confusi combattimenti nella capitale tedesca.

## Biografia

### I suoi primi passi
Nato in una famiglia di operai cattolici, fu arruolato nell'ultimo anno della prima guerra mondiale in un'unità d'artiglieria, ricevendo per il suo operato numerose decorazioni tra cui la Croce di Ferro di prima e seconda classe e la Croce bavarese al Merito militare. Nel dopoguerra, entrò nella polizia bavarese e, anche se non fece ufficialmente parte dei Freikorps, partecipò alla repressione dei moti comunisti e all'assassinio dei sostenitori della Repubblica Bavarese dei Consigli.
Durante gli anni della repubblica di Weimar lavorò nella polizia politica di Monaco, con cui ebbe l'opportunità di incontrare varie personalità del neonato NSDAP come Reinhard Heydrich e Heinrich Himmler. Inizialmente però egli era un membro del Partito del Popolo Bavarese e pare che il 9 marzo del 1933, quando gli hitleriani stavano attuando un colpo di Stato nel suo land per rovesciare il governo di Heinrich Held, egli suggerì ai suoi superiori di usare la forza contro i nazisti. Questa iniziale ostilità del partito fu superata dalla protezione che gli accordò Heydrich.

### Durante la seconda guerra mondiale
Müller entrò nelle SS nel 1934 e nello stesso anno avanzò di carriera dopo aver partecipato attivamente alla notte dei lunghi coltelli. Nel 1939 divenne il capo della Gestapo e ciò gli consentì di avere un grande potere che gli permise di rispondere direttamente a Heydrich (e dopo la morte di questi a Ernst Kaltenbrunner). Tuttavia per molti anni egli non si iscrisse ufficialmente al Partito Nazista: a ciò pose rimedio solo nel 1939, per ragioni di opportunità politica, dopo l'insistenza di Himmler.
Inizialmente Müller si occupò soprattutto di colpire il partito Comunista e quello socialdemocratico, suoi bersagli preferiti, ma in seguito partecipò a moltissimi crimini antisemiti perpetrati dai nazisti, specialmente dopo la decisione di attuare la "soluzione finale", dopo la conferenza di Wannsee; difatti uno dei suoi diretti subordinati fu Adolf Eichmann, uno dei principali organizzatori e pianificatori dell'olocausto.
Nel 1943 presentò a Himmler un rapportò in cui affermava che Wilhelm Canaris fosse in contatto con la resistenza antinazista tedesca: il capo delle SS preferì però sorvolare sul caso e da quel momento Müller, offeso, si alleò con il Capo della Cancelleria del Partito Nazista Martin Bormann che era in quel momento il più grande avversario di Himmler. Dopo il fallito attentato a Hitler del 20 luglio 1944, curò le indagini e gli interrogatori dei sospettati: circa 5.000 persone vennero arrestate e 200 condannate a morte, tra cui il vecchio nemico Canaris.
Negli ultimi mesi di guerra rimase fedele al Führer e ancora convinto della vittoria tedesca: nel dicembre del 1944 disse a un suo ufficiale che l'offensiva delle Ardenne avrebbe portato alla riconquista di Parigi. Rimase chiuso nel bunker fino al 1º maggio 1945 (giorno in cui fu visto per l'ultima volta): uno dei suoi ultimi compiti fu coordinare l'interrogatorio a Hermann Fegelein. Si presume che Müller sia morto nel 1945, anche se un dossier della CIA potrebbe lasciar intendere che non fosse morto a Berlino in quell'anno.

### Dopo guerra
Noto per il suo anticomunismo e pur considerando che aveva detto prima della sua sparizione al pilota Hans Baur di non voler assolutamente cadere prigioniero dei russi, le ipotesi principali sul suo destino finale sono o che si sia suicidato (o che sia stato ucciso negli ultimi frenetici giorni della seconda guerra mondiale) e che il suo corpo non sia mai stato ritrovato o che sia scappato in un paese lontano, per esempio del Sud America, senza esser mai ritrovato dalle autorità che lo cercavano (alla maniera di Josef Mengele) o che sia stato utilizzato sotto falso nome dagli Stati Uniti in alcune particolari operazioni relative alla Guerra fredda (come successo a Wernher von Braun). Alcuni storici hanno anche avanzato l'ipotesi che fosse al soldo dei russi e che sia vissuto a Mosca per poi morirvi nel 1948.
Nel 1947 alcuni reparti dell'esercito statunitense perquisirono la casa della sua amante Anna Schmid, ma non trovando nessun indizio conclusero che molto probabilmente egli era morto da tempo. Con il raffreddarsi delle relazioni sovietico-americane, gli Alleati ebbero altre priorità e la ricerca di Müller subì un rallentamento. La cattura di Adolf Eichmann rinvigorì l'interesse sulla sua sorte; anche se il burocrate del male non diede alcuna informazione, egli affermò che a suo parere Müller fosse ancora vivo. Nel 1967 a Panama venne arrestato Francis Willard Keith con l'accusa di essere Heinrich Müller, ma l'esame delle impronte digitali appurò che si trattava di un falso sospetto.
Nel 2013 Johannes Tuchel, direttore del Gedenkstätte Deutscher Widerstand ("Memoriale della Resistenza Tedesca"), ha rivelato ai giornali che il corpo di Müller, morto nel maggio 1945, sarebbe stato sepolto nella fossa comune del cimitero ebraico di Mitte. La notizia, che non ha trovato ulteriori conferme, ha suscitato critiche da parte della comunità ebraica.

## Heinrich Müller nella cultura di massa
- La serie giapponese di light novel Vatican Miracle Examiner racconta un'ipotesi fantasiosa circa la sorte finale di Müller. Nel romanzo viene infatti raccontato che, poco prima della caduta di Berlino, Müller riuscì a lasciare la Germania con la complicità del Vaticano, portando però con sé, all'insaputa di tutti, alcuni bambini tedeschi rimasti orfani e, soprattutto, il cadavere criogenizzato di Hitler. Rifugiatosi in Messico, cambiò il proprio nome in Michail Brown e, spacciandosi per un sacerdote, costruì una piccola comunità religiosa al confine con gli Stati Uniti d'America, San Rosario, che grazie ai proventi del narcotraffico si trasformò in breve in una ricca e fiorente abbazia con annesso collegio maschile. La struttura però, oltre al narcotraffico, cela anche un fine molto più oscuro: al suo interno, infatti, vengono condotti esperimenti di inseminazione artificiale usando lo sperma congelato di Hitler nel tentativo di far nascere un ipotetico figlio del Fuhrer, in grado di far rinascere il Terzo Reich.
- Nel videogioco Wolfenstein II: The New Colossus Müller è un Überkommandant, può essere trovato e ucciso nella metropolitana di Manhattan